# Harembo
Harembo (arabisch هارمبو) ist ein Ort auf der Insel Anjouan im Inselstaat Komoren im Indischen Ozean. 1991 wurden 1086 Einwohner gezählt.

## Geographie
Harembo an der Nordostküste der Insel.
In der Nähe liegt die Siedlung Lamahalé und münden die Fiumaras Bouédou und Dzialandzé ins Meer.